# Park Narodowy Waterton Lakes

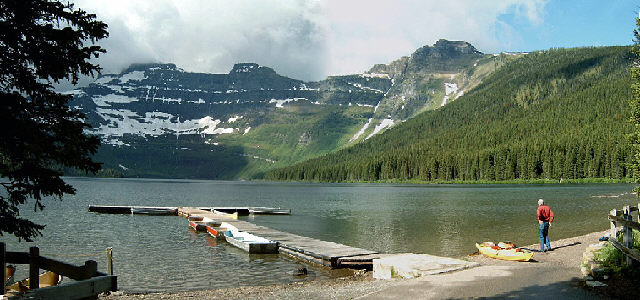
Cameron Lake

Park Narodowy Waterton Lakes (ang. Waterton Lakes National Park, fr. Parc national des Lacs-Waterton) – park narodowy położony w południowo-zachodniej części prowincji Alberta, w Kanadzie. Park został utworzony w 1895, na powierzchni 505 km². Park graniczy z amerykańskim parkiem narodowym Glacier. Oba parki tworzą Międzynarodowy Park Pokoju Waterton-Glacier, utworzony w 1932, a w 1995 wpisany na listę światowego dziedzictwa UNESCO.
Różnica wysokości w parku zawiera się w przedziale od 1290 m n.p.m. (miasteczko Waterton Park) do 2920 m n.p.m. (Mount Blakiston).

## Historia
Pierwszy na pomysł stworzenia parku narodowego w okolicy Waterton Lakes, wpadł William Pierce, geodeta pracujący na zlecenie rządu kanadyjskiego. Zaznaczył to w corocznym raporcie, w roku 1886, jednak rząd nie podjął wówczas żadnych kroków. W 1893 Pierce otrzymał list od ranczera z okolicy Waterton, Fredericka Williama Godsal, sugerującego, aby na tych terenach utworzyć rezerwat przyrody. Pierce przesłał dalej ten plan, dodając, że teren nie nadaje się dla rolnictwa i nie ma wielkiego potencjału, aby wykorzystać go na wypas bydła. Raport dotarł do ówczesnego ministra spraw wewnętrznych Thomasa Mayne Daly, który zarządził utworzenie rezerwatu. W końcu, 30 maja 1895 roku utworzono, na podstawie Dominion Lands Act bezimienny park leśny obejmujący 140 km kwadratowych.
Począwszy od lat 80. XIX wieku, w okolicy Waterton odkrywano miejsca roponośne, w związku z czym, w 1898, rząd zezwolił na sprzedaż działek przeznaczonych na budowę szybów naftowych. W 1901 John Lineham z Okotoks utworzył Rocky Mountain Drilling Company. Tak dokonano pierwszego w Albercie odwiertu, w roku 1902, niedaleko Cameron Creek. Pomimo uzyskania pewnej ilości ropy, nie doszło do większego wydobycia (powstało siedem szybów). Teren ten został ogłoszony National Historic Site of Canada w 1965. Tymczasem jeszcze przed 1905 rokiem ponad połowa ziemi dzisiejszego Waterton Lakes Park, została sprzedana poszukiwaczom ropy. 21 września 1905 Frederick William Godsal, zwrócił się do ministerstwa spraw wewnętrznych o rozszerzenie rezerwatu leśnego. W 1906 utworzono Kooteney Forest Reserve (na podstawie Dominion Forests Reserve Act) pod patronatem Komisariatu Leśnictwa.
W 1911 minister spraw wewnętrznych Frank Oliver wprowadził nowe prawo: Dominion Forest Reserves and Parks Act, które określało istniejące parki górskie, Elk Island Park oraz Buffalo Park jako rezerwaty leśne z możliwością przemianowania ich na Dominion Parks, czyli późniejsze parki narodowe. 8 czerwca 1911 roku niewielka część Waterton Forest Reserve (35 km kwadratowych) została uznana za właśnie taki park. Kolejny minister spraw wewnętrznych, William James Roche, rozszerzył teren parku do 1096 km kwadratowych.
W 1920 w Waterton powstało pole golfowe, zaprojektowane przez Williama Thomsona, który uprzednio zaplanował pole golfowe w Banff National Park. Teren klubu golfowego był rozszerzany i przerabiany aż do lat 50., na końcu z udziałem architekta Stanleya Thompsona.

## HotelKsiążę Walii
Hotel zbudowano między 1926 a 1927 rokiem. Był jednym z wielkich hoteli należących do kanadyjskich linii kolejowych. Usytuowany nad Górnym Jeziorem Waterton i połączony z amerykańska linią kolejową (Great Northern Railway) miał przyciągać amerykańskich turystów w czasach prohibicji. Hotel nazwano na cześć ówczesnego Księcia Walii (późniejszego króla Edwarda VIII). Próbowano go tym samym zachęcić do odwiedzin, książę jednak zdecydował zatrzymać się na własnym ranczo w Pekisko, kiedy objeżdżał Kanadę w 1927. Hotel otrzymał status National Historic Site of Canada, 6 listopada 1992.

## Najnowsza historia
W 1932 utworzono Waterton Glacier International Peace Park z połączenia Waterton Lakes National Park (strona kanadyjska) i Glacier National Park (strona amerykańska). Stało się tak na skutek działań członków Rotary International. Park Pokoju, jako pierwszy tego rodzaju na świecie, miał promować dobrą wolę między oboma narodami i pokazywać, że ochrona przyrody jest sprawą międzynarodową. Park wpisano na listę UNESCO w 1995 roku. W 1979 park uznano za Rezerwat Biosfery. Tym samym stał się częścią programu UNESCO badającym zależność między ludźmi a środowiskiem naturalnym.

## Geologia
Najstarsze skały w parku pochodzą ze skamieniałego dna morskiego. Składają się z wapienia, dolomitów i skał magmowych i pseudomorficznych. Znajdują się tu także formacje stromatolitów sprzed 1,3 biliona lat.
W przeciwieństwie do reszty Kanadyjskich Gór Skalistych, których warstwy osadowe są mniej więcej nachylone, warstwy w Waterton powstały w wyniku jednorazowego nasunięcia się warstwy starszej na młodszą. Był to tzw. Lewis Overthrust kiedy, 170 mln lat temu, warstwa skał pochodzących z Proterozoiku nasunęła się horyzontalnie, w kierunku wschodnim na przestrzeni ok. 100 km, na skały z okresu Kredy (młodsze o 400 do 500 mln lat). Są to głównie łupki.
Obecnie w Waterton nie ma już lodowców, poza paroma miejscami z wiecznym śniegiem. Pomimo tego, krajobraz nosi ślady działania Zlodowacenia Wisconsin. Widać tu rynny polodowcowe, zawieszone doliny, granie, kotły lodowcowe i moreny. Po ostatnim zlodowaceniu, rzeki Cameron i Blakiston uformowały przy ujściu wentylatory aluwialne.

## Ekologia
Park Waterton obejmuje cztery strefy ekologiczne: pogórze, strefę górską, podalpejską i alpejską. Watertron jest jedynym parkiem kanadyjskim, w skład którego wchodzi pogórze. Jest to wschodni pas pogórza biegnącego od Calgary aż do USA i stanowi 10% powierzchni parku. Zwierzęta występujące w parku to: rosomaki, muflony kanadyjskie, orły bieliki amerykańskie, jelenie, łosie, lisy, bizony, wilki, kojoty, bobry, wydry rzeczne, pumy, sarny, rysie amerykańskie, kozice, świstaki, świstaki kanadyjskie, zające, niedźwiedzie czarne i grizzly.

## Klimat
Według stacji meteorologicznej w Cameron Falls (w obrębie parku), Waterton ma wilgotny klimat kontynentalny, graniczący z subarktycznym. Lato jest łagodne, z zimnymi nocami, a zimy mroźne z maksymalnymi temperaturami sięgającym zera. Waterton ma duże opady śniegu, średnio 481,5 cm.

## Turystyka
Park jest otwarty przez cały rok, jednakże główny sezon turystyczny przypada na miesiące letnie. Zaplecze turystyczne zlokalizowane jest w miejscowości Waterton Park. Na terenie parku znajduje się wiele widokowych szlaków turystycznych.